# Nebinární identita
Nebinární identita (anglicky non-binary), též genderqueer (GQ) nebo genderově diverzní/expanzivní, je zastřešující kategorie pro genderové identity, které nejsou výlučně mužské ani ženské, a stojí tak mimo genderovou binaritu. Nebinární lidé se mohou označovat jednou nebo více z následujících možností:
- s překrývajícími se nebo nejistými liniemi genderové identity (genderflux);[2]
- mající dva nebo více genderů (bigender, trigender, polygender nebo pangender);
- bez genderu (agender, nongendered, genderless, genderfree nebo neutrois);
- pohybující se mezi gendery nebo mající kolísavou genderovou identitu (demiboy, demigirl, genderfluid);[3]
- jsoucí třetí gender.[4]

## Definice a identity

Genderqueer pride vlajka

Non-binary pride vlajka

Kromě zastřešujícího významu se termín nebinární používá jako přídavné jméno označující lidi, kteří překračují hranice genderu, a to bez ohledu na jejich vlastní genderovou sebeidentifikaci, tj. takové lidi, kteří reinterpretují gender, projevují jej nenormativně nebo celkově nespadají mezi binární gendery: mužský a ženský. Často jsou lidé v této kategorii označováni termínem androgynní (či androgyn), nebinární lidé se však mohou projevovat jako kombinace mužskosti a ženskosti, nebo ani jedno z toho, a zdaleka ne všichni se sami označují za androgynní. Přesto pojem androgynní používají lidé, kteří se jím snaží vyjádřit genderovou nejednoznačnost. Některé zdroje používají termín transgender v jeho širokém pojetí, takže zahrnuje také nebinární lidi.
Americká nadace Human Right Campaign a organizace Gender Spectrum používají termín genderově expanzivní (anglicky gender-expansive), čímž se snaží vyjádřit „širší, flexibilnější rozsah genderové identity a/nebo jejího vyjadřování, než jaký se typicky pojí s binárním genderovým systémem“.
Genderfluidní osoba upřednostňuje spíše zachování flexibility své genderové identity, než aby se přihlásila k jednomu genderu. Takoví lidé mohou kolísat mezi gendery nebo projevovat více genderů najednou.
Agenderová osoba (předpona „a-“ znamená „bez-“), také nazývaná anglicky genderless, genderfree, non-gendered nebo ungendered, je člověk, který necítí příslušnost k žádnému genderu. Ačkoliv tato kategorie zahrnuje široký rozsah identit, které neodpovídají tradičním genderovým normám, vědec Finn Enke tvrdí, že lidé identifikující se s některou z těchto situací se nemusí nutně považovat za transgender. Agenderoví lidé nemají svou specifickou sadu zájmen, obvykle používají zájmeno oni (they) v jednotném čísle, není to však pravidlem. Neutrois a agender patřily mezi 50 dostupných volitelných genderů, které byly 13. ledna 2014 přidány na sociální síť Facebook. Agender je též od roku 2014 dostupný jako volitelný gender na online seznamce OkCupid.
Někteří nebinární lidé podstupují tělesné modifikace nebo užívají hormony, aby se přiblížili preferovaným projevům své genderové identity. Světová zdravotnická organizace považuje gender a pohlaví za odlišné koncepty. Někteří nebinární lidé se identifikují jako maskulinní žena či feminní muž, případně kombinují nebinární identitu s jinými genderovými variantami. Genderová identita je oddělená od sexuální či romantické orientace a nebinární lidé mají různorodé sexuální orientace, stejně jako transgender a cisgender lidé.

## Genderová neutralita
Genderová neutralita je směr k úplnému ukončení genderové diskriminace ve společnosti skrze prostředky genderově neutrálního jazyka, konec odloučení pohlaví, a ostatních prostředků.

## Genderově neutrální jazyk

### Zájmena
Někteří nebinární lidé preferují používání genderově neutrálních zájmen, jako například ze, sie, hir, co, ey nebo jednotné „oni“, „jejich“ a „jim“ (anglicky they/them), zatímco jiní preferují konvenční genderově specifická zájmena „jí“ nebo „jemu“ či používání zájmen „ono“ nebo „one“. Někteří nebinární lidé preferují být odkazováni střídavě jako on a ona a někteří preferují používání pouze pojmenování „oni“ a celkově nepoužívají zájmena. Slovník Merriam-Webster Dictionary v té souvislosti v roce 2019 vyhlásil zájmeno „they“ slovem roku. Většina nebinárních lidí v anglicky mluvících zemích preferuje dodatečný neutrální jazyk, například titul „Mx.“ namísto „Mr.“ (Pan) či „Ms.“ (Paní).

### Přístupy v Evropě
Německé ministerstvo spravedlnosti v roce 2014 začalo ve své komunikaci používat rodově neutrální výrazy. Podobně německé město Hannover od roku 2019 zavedlo do své oficiální komunikace, formulářů a dokumentů rodově neutrální podstatná jména. Naopak francouzská vláda v roce 2017 používání genderově neutrálních forem v dokumentech zakázala. Ve francouzštině i španělštině je tvorba neutrálního jazyka komplikovanější o skutečnost, že pro podstatná jména se v těchto jazycích používají genderově binární členy. Ve španělštině někteří gendequeer lidé začali používat zájmeno elle namísto ženského ella (ona) a mužského él (on). Ve Švédsku došlo v roce 2015 k oficiálnímu zavedení neutrálního zájmena „hen“ do slovníku po boku mužského „han“ a ženského „hon“.

### Nebinární čeština
Také v češtině dochází k hledání přijatelného genderově neutrálního vyjadřování. Jednou z možností je po vzoru anglického „they“ zájmeno „oni/jich/jim“ (onikání), to však v prvním pádě českého plurálu rovněž vyjadřuje rodovost (oni/ony), proto se někdy nahrazuje pro první pád neutrálním zájmenem „one“. Koncovku „-e“ je pak možné používat i u sloves v minulém čase (např. „one psale dopis“). V psaném projevu se někdy místo rozlišení genderu u sloves v minulém čase pomocí koncovky -i/-y volí jako neutrální ypsilon s tečkou (ẏ). K případnému používání středního rodu se nebinární lidé staví spíše skepticky, neboť jej chápou jako ponižující či posměšný, vztahovaný k dětem a mláďatům či neživým věcem. Někdy se k vyjádření neutrality v souvislém textu používá nahodilé střídání ženského rodu s mužským (např. „naučil se být v pohodě, když ji ostatní oslovují špatně“). Dalším způsobem v psaném projevu je nahrazení koncovek -i/-y písmenem x, které se při čtení libovolně nahrazuje střídáním rodu. Pro vyjádření alternativ v psaném projevu se někdy používá symbol lomítka, které uvádí Internetová jazyková příručka Ústavu pro jazyk český Akademie věd České republiky, podle kritických názorů však lomítko vyjadřuje pouze binární variabilitu, proto se pro vyjádření neutrality používá také hvězdička, případně dvojtečka či podtržítko.

## Legální uznání nebinárního pohlaví

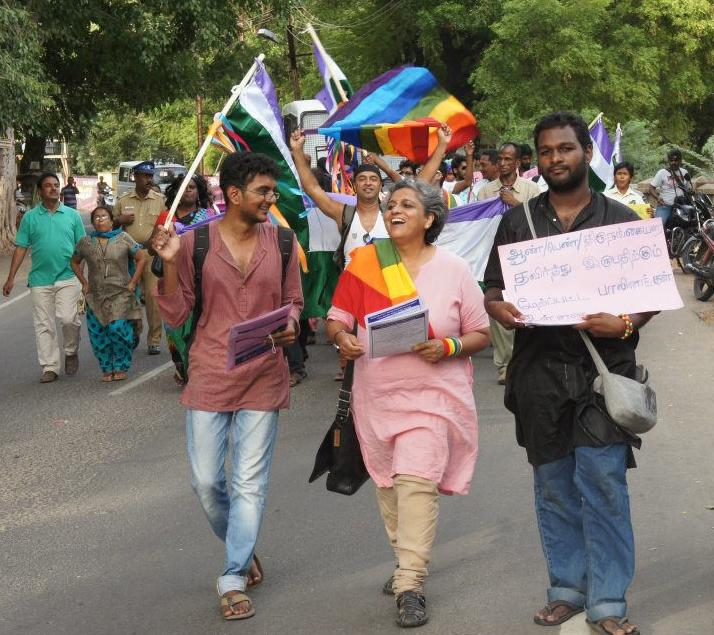
První Genderqueer Pride Parade v Asii v Madurai s Anjali Gopalan

### Austrálie
V Austrálii může být pohlaví/genderová identita uvedena na pasy jako mužská, ženská, nebo X (pro neurčitý/intersexuální/nespecifikovaný). Aliance organizací, včetně Národní aliance pro zdraví LGBTI, Mezinárodní intersex organizace v Austrálii a Transgender Victoria požadovala, aby X bylo redefinováno jako nebinární.

### Spojené království
Titul "Mx.", je široce přijímaný ve Spojeném království vládními organizacemi a podniky jako alternativa pro nebinární osoby , zatímco HESA umožňuje použití non-binární genderová značení pro studenty ve vysokoškolském vzdělávání. V roce 2015 Parlament zaregistroval EDM660. EDM660 požaduje, aby občané měli povolené označení X v pasech. V roce 2016 byla předložena oficiální petice požadující, aby se EDM660 zapsal do zákoníku. Vláda nereagovala (k červnu 2016).

### Spojené státy americké
Dne 10. června 2016 obvodní soud v Oregonu rozhodl, že občan Jamie Shupe smí legálně změnit své pohlaví na nebinární. Transgender Law Center to označilo za „první rozhodnutí svého druhu v USA“. V roce 2019 se Shupe přestal identifikovat jako nebinární, své předchozí změny genderové identity označil za projev psychické poruchy, pro-trans lékaře označil za šarlatány, ženskou a nebinární genderovou identitu, k nimž se předtím postupně hlásil, za falešné, a stal se ostrým kritikem celého transgender hnutí. Zároveň požádal o změnu genderu v osobních dokladech zpět na mužský, v souladu s jeho biologickým pohlavím. V roce 2020 se Shupe vrátila zpět k transgender terapii a začala se znovu identifikovat jako transgender žena. Zveřejnila prohlášení, kde kritizuje a distancuje se od antigenderových skupin. Používá jméno Elisa Shupe.

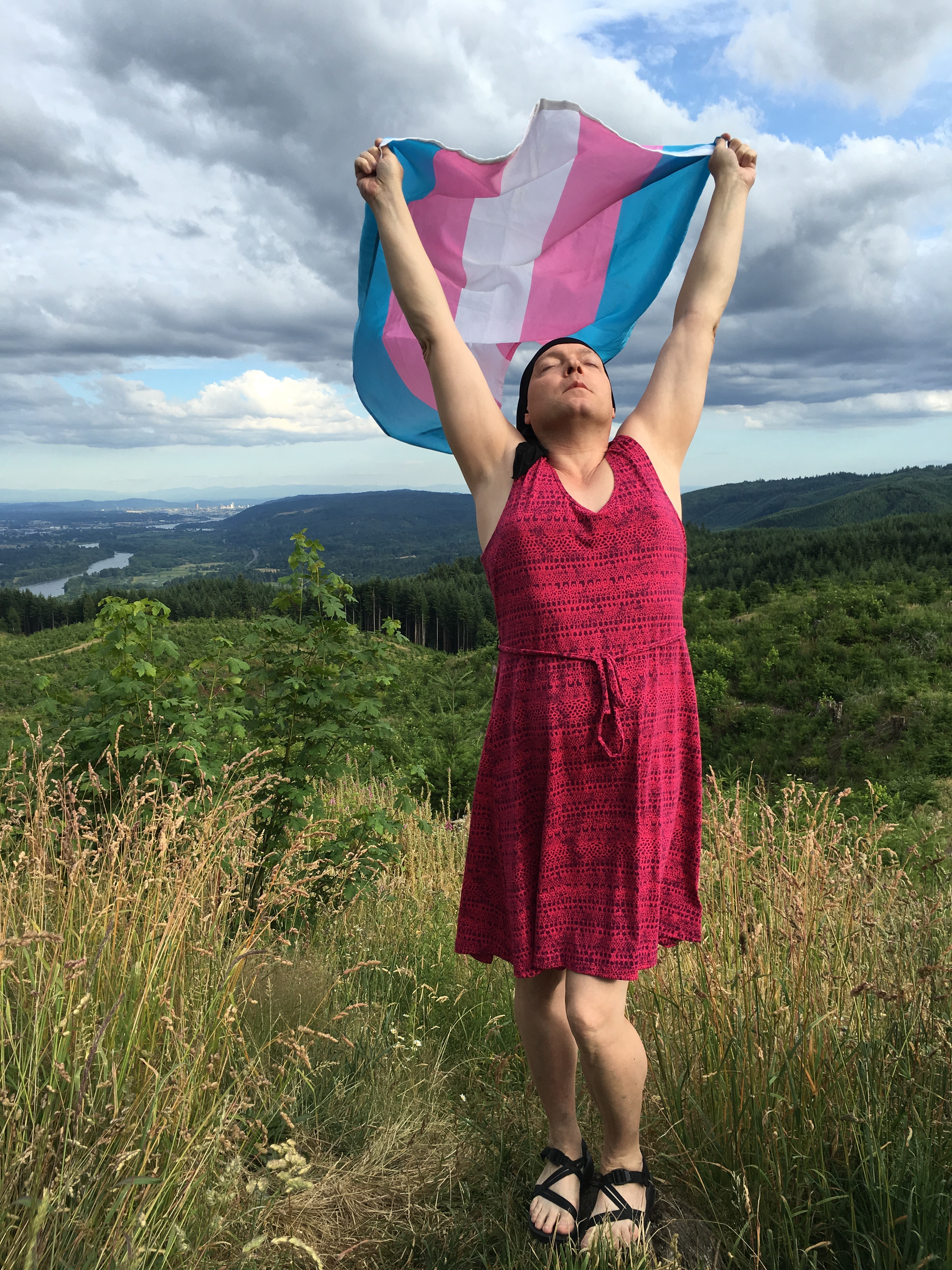
Transgender aktivistka Elisa Rae Shupe, první legálně uznaná nebinární osoba ve Spojených státech, s transgender vlajkou

## Diskriminace
Ve Spojených státech většina respondentů Dotazníku národní diskriminace transgender osob zvolilo "zde neuvedené pohlaví". Respondenti zastávající tuto volbu se o 33 % spíše zřeknou zdravotní péče kvůli strachu z diskriminace než ostatní respondenti (36 % v porovnání s 27 %). 90 % oznámilo zkušenosti s transfobií v práci a 43 % oznámilo, že se pokusili o sebevraždu.